# Tokyo Demon Campus
Tokyo Demon Campus (東京魔人學園剣風帖 龖, Tokyo Majin Gakuen Kenpuchō: Tō) est une série d'animation japonaise produite par les studios AIC Spirits et BeSTACK. La première saison de 14 épisodes a été diffusée entre janvier et avril 2007, et la seconde de 12 épisodes entre juillet et octobre 2007 sur Animax. Dans les pays francophones, la série est diffusée en streaming sur Anime Digital Network et est éditée en DVD par Kazé,.

## Synopsis
Depuis quelque temps, dans la ville de Tōkyō, de nombreuses morts dues à l'apparition de morts vivants et de monstres se produisent durant la nuit. En parallèle, au Lycée Magami arrive un nouvel élève : Tatsuma Hiyū. Percevant quelque chose d'étrange chez lui, Kyōichi Hōraiji, élève de la même classe reconnu pour être un délinquant violent, le défie en duel. Ils deviendront finalement amis, s'apercevant qu'ils ont le même devoir : protéger la ville et ses habitants. Ils ne seront pas seuls dans ces combats quotidiens : Komaki Sakurai - présidente du club de tir à l'arc - , Yūya Daigo - président du club de catch - , Aoi Misato - présidente du conseil des élèves - et l'antiquaire Hisui Kisaragi y prendront également part.
Cependant, ils vont vite découvrir que toutes ces apparitions sont en fait liées à des démons bien plus puissants et plus effrayants, n'ayant que de bien sombres desseins pour l'humanité...

## Production
Adaptée d’un jeu vidéo créé par Shuhô Imai, Tokyo Demon Campus est une série de quatorze épisodes produite en 2007 par le studio AIC Spirits en coopération avec BeSTACK. Elle est réalisée par Shinji Ishihara, qui a notamment travaillé sur Ichi the Killer: Episode 0 et conçu les storyboards de nombreuses séries telles que Ouran Kôko Host Club, Soul Eater ou encore Speed Grapher. Le scénario a été confié à Toshizo Nemoto (AD Police (série télévisée)), tandis que le character design est assuré par Jun Naki (Ouran Kôko Host Club, Samurai Champloo, Argento Soma), qui est également chargé de la direction de l’animation. La musique, quant à elle, est signée par Takayuki Negishi (La Légende de Crystania, Cardcaptor Sakura).
La série a été diffusée au Japon du 19 janvier au 20 avril 2007 sur Animax. Une seconde saison de douze épisodes intitulée Tokyo Demon Campus 2d Act et produite par la même équipe a été diffusée du 27 juillet au 12 octobre 2007.

## Staff
Réalisation - Shinji Ishihira
Shinji Ishihira a travaillé sur de nombreuses séries en tant que storyboarder. On le retrouve ainsi aux génériques de titres tels que Ouran Kôkô Host Club, Soul Eater, Spider Riders, Darker than Black ou encore Tenpôibun Ayakashi Ayashi. Il fait ses débuts dans la réalisation en 2002 avec Ichi the Killer : Episode 0, avant d’enchaîner sur d’autres OAV. Tokyo Demon Campus constitue sa première expérience en tant que réalisateur de série.
Direction de l'animation - Jun Nakai
Jun Nakai a commencé sa carrière en tant qu’animateur, travaillant notamment sur Street Fighter et Street Fighter 2 V (1995), Gestalt (1997), Generator Gawl (1998), Digimon, le film (2000), NieA 7 (2000), Ailes Grises (2002), Eureka Seven (2005), Ergo Proxy (2006), Jyu Oh Sei (2006), Kekkaishi (2006) ou encore Ouran Kôkô Host Club (2006). Il se tourne également vers la direction de l’animation, un rôle qu’il occupe sur Argento Soma (2000), Grappler Baki (2001), Samurai Champloo (2004) et, bien sûr, Tokyo Demon Campus, une série sur laquelle il s’occupe également du character design.
Musique - Takayuki Negishi
Né le 6 août 1961, Takayuki Negishi s’est surtout fait connaître pour ses compositions dans le domaine de l’animation. Parmi les œuvres auxquelles il a participé, on citera surtout Mort ou vif (1996) et Lupin III : Le secret de Twilight Gemini (1996), Cardcaptor Sakura (1998), Mirumo (2002), Tokyo Mew Mew (2002), Ghost Talker’s Daydream (2004), Cluster Edge (2005) ou encore Ichigo 100% (2005).

## Liste des épisodes
| No | Titre français                                               | Titre japonais   | Titre japonais            | Date de 1re diffusion |
| No | Titre français                                               | Kanji            | Rōmaji                    | Date de 1re diffusion |
| -- | ------------------------------------------------------------ | ---------------- | ------------------------- | --------------------- |
| 01 | Le moment où les démons s'éveillent                          | 逢魔ヶ刻         | Ōmagadoki                 | 19 janvier 2007       |
| 02 | Rencontre sous les cerisiers : un printemps plein de rancœur | 桜下春怨の遭遇   | Sakura-ka shunen no sōgū  | 26 janvier 2007       |
| 03 | Pouvoirs surhumains                                          | 人ならざる力     | Hito narazaru chikara     | 2 février 2007        |
| 04 | Rassemblement                                                | 集えものども     | Tsudoe monodomo           | 9 février 2007        |
| 05 | Enfer de rêve                                                | 夢地獄           | Yume jigoku               | 16 février 2007       |
| 06 | Enfer de vie                                                 | 生地獄           | Ikijigoku                 | 23 février 2007       |
| 07 | Le groupe des diables                                        | 鬼道衆           | Kidōshū                   | 2 mars 2007           |
| 08 | La femme trouée                                              | 穴の女           | Ana no onna               | 9 mars 2007           |
| 09 | Avec intensité et douceur                                    | 激しさと優しさで | Hageshisa to yasashisa de | 16 mars 2007          |
| 10 | L’œil de Bodhisattva                                         | 菩薩眼           | Bosatsugan                | 23 mars 2007          |
| 11 | La vie qui part en s'éparpillant                             | 散花離別する命   | Sanka ribetsu suru inochi | 30 mars 2007          |
| 12 | La résurrection des Kozunu                                   | 九角復興         | Kozunu fukkō              | 6 avril 2007          |
| 13 | La vallée des impies                                         | 外法の谷         | Gehō no tani              | 13 avril 2007         |
| 14 | L'étoile qui tombe                                           | 堕ちる星         | Ochiru hoshi              | 20 avril 2007         |

| No | Titre français                        | Titre japonais                       | Titre japonais                                   | Date de 1re diffusion |
| No | Titre français                        | Kanji                                | Rōmaji                                           | Date de 1re diffusion |
| -- | ------------------------------------- | ------------------------------------ | ------------------------------------------------ | --------------------- |
| 01 | Les douze seigneurs divins du Kenbu   | 拳武編 「拳武十二神将」              | Kenbu hen "Kenbu jūnishinshō"                    | 27 juillet 2007       |
| 02 | Le hurlement qui brûle                | 拳武編「煉獄する咆哮」               | Kenbu hen "Rengoku suru hōkō"                    | 3 août 2007           |
| 03 | Changeons corps et âme                | 拳武編「心から変わろう」             | Kenbu hen "Kokorokara kawarō"                    | 10 août 2007          |
| 04 | Le poing ne tue pas                   | 拳武編「拳は命を奪わない」           | Kenbu hen "Ken wa inochi o ubawanai"             | 17 août 2007          |
| 05 | Le poing qui protège                  | 拳武編「護る拳」                     | Kenbu hen "Mamoru Ken"                           | 24 août 2007          |
| 06 | Pas de sourire pendant la nuit sainte | 宿星編 白虎之章「聖夜は微笑まない」  | Shukusei hen Byakko no shō "Seiya wa hohoemanai" | 31 août 2007          |
| 07 | Chaos                                 | 宿星編 玄武之章「渦王須」            | Shukusei hen Genbu no shō "Kaosu"                | 7 septembre 2007      |
| 08 | Jour de destruction                   | 宿星編 朱雀之章「滅日」              | Shukusei hen Suzaku no shō "Metsunichi"          | 14 septembre 2007     |
| 09 | Rassemblement des étoiles             | 宿星編 青竜之章「集う宿星」          | Shukusei hen Seiryuu no shō "Tsudou Shukusei"    | 21 septembre 2007     |
| 10 | Le cerisier qui ne fane pas           | 第拾夜 宿星編 黄龍之章「散らない桜」 | Shukusei hen Kōryū no shō "Chiranai sakura"      | 28 septembre 2007     |
| 11 | Marchez enfants                       | 番外編「歩め子らよ」                 | Bangai hen "Ayume ko ra yo"                      | 5 octobre 2007        |
| 12 | Merci                                 | 番外編「ありがとう」                 | Bangai hen "Arigatō"                             | 12 octobre 2007       |

## Annexe